# SMS S 137
S 137 – niemiecki niszczyciel z okresu I wojny światowej. Siódma jednostka typu S 131. Okręt wyposażony w trzy kotły parowe opalane ropą. Zapas paliwa 305 ton. W 1918 roku internowany w Scapa Flow. 21 czerwca 1919 roku po próbie samozatopienia osadzony na płyciźnie. Złomowany w 1922 roku.